# Jury der Evangelischen Filmarbeit
Die Jury der Evangelischen Filmarbeit ist ein Gremium, das seit 1951 jeden Monat einen herausragenden Spiel- oder Dokumentarfilm als Film des Monats prämiert und einem breiteren Publikum empfiehlt. 

## Geschichte
1951 wurde im Rahmen einer Tagung der „Kammer für die publizistische Arbeit der EKD“ die Evangelische Filmgilde ins Leben gerufen. Sie sah es als ihre Aufgabe, „in breiten Schichten der Evangelischen Kirche das Verständnis für den guten Film zu wecken, ein gesundes Urteilsvermögen heranzubilden und an der Hebung des Publikumsgeschmacks mitzuarbeiten“. Seit November 1951 gibt die Jury der Evangelischen Filmgilde – seit 1973 Jury der Evangelischen Filmarbeit – monatliche Filmempfehlungen heraus und sorgt „für eine gehaltvolle Filmkritik und -bewertung“.

## Arbeitsweise
Die Jury besteht aus 16 Mitgliedern, die alle zwei Jahre von Einrichtungen und Verbänden der evangelischen Kirche benannt werden. Die Geschäftsführung der Jury hat das Filmkulturelle Zentrum im Gemeinschaftswerk der Evangelischen Publizistik. Nach eigenen Angaben zeichnet die Jury „Filme aus, die dem Zusammenleben der Menschen dienen, zur Überprüfung eigener Positionen, zur Wahrnehmung mitmenschlicher Verantwortung und zur Orientierung an der biblischen Botschaft beitragen. Sie berücksichtigt dabei die filmästhetische Gestaltung, den ethischen Gehalt und die thematische Bedeutsamkeit des Films. Keiner dieser Aspekte darf allein ausschlaggebend sein; sie sollen vielmehr in ihrer wechselseitigen Beziehung bewertet werden.“
Mit dem „Film des Monats“ richtet die Jury ihre Empfehlungen an Kinobetreiber, Filmprogrammveranstalter, Verantwortliche in der Bildungsarbeit sowie an ein filminteressiertes Publikum innerhalb und außerhalb der Kirche. Der „Film des Monats“ wird aus den jeweils aktuellen Angeboten der Filmverleiher für die deutschen Kinos ausgewählt.
Seit ihrer Gründung hat die Evangelische Filmjury über 700 Kinofilme als „Film des Monats“ ausgezeichnet und ausführliche Begleitmaterialien für die medienpädagogische Arbeit veröffentlicht. Eine Filmdatenbank auf der Website erschließt die Entscheidungen der Jury; Informationsblätter zu einzelnen Filmen sind als Download verfügbar. Über die Jahrzehnte ist so ein thematisch orientierter filmgeschichtlicher Kanon entstanden.

## Publikationen
- Handbuch Jury der Evangelischen Filmarbeit ’76. Redaktion Rainer Bunz und Karola Gramann, Gemeinschaftswerk der Evangelischen Publizistik, Frankfurt am Main 1976.
- Filme zum Thema, hrsg. vom Gemeinschaftswerk der Evangelischen Publizistik und der Jury der Evangelischen Filmarbeit, Frankfurt am Main 1988 ff. ZDB-ID 24846545
- 500 Filme 1951–1997. 500 Filme des Monats von 1951 bis 1997, ausgewählt von der Jury der Evangelischen Filmarbeit. Fachreferat Film und AV-Medien im Gemeinschaftswerk der Evangelischen Publizistik, Frankfurt am Main 1997.